# GNOME スクリーンショット
GNOME スクリーンショット（グノーム・スクリーンショット）とは、GNOMEデスクトップ環境において、グラフィカルな操作でスクリーンショットを保存することができるソフトウェアである。
バージョン 2.22以降では、グラフィカルな操作上の機能が追加され、現在のウィンドウ（フォーカスしているウィンドウ）や、取得するまでの遅延時間の設定も直感的に行えるようになった。